# Борково (Картузький повіт)
Борково (пол. Borkowo, нім. Borkau) — село в Польщі, у гміні Жуково Картузького повіту Поморського воєводства.
Населення — 1319 осіб (2011).
У 1975-1998 роках село належало до Гданського воєводства.

## Демографія
Демографічна структура станом на 31 березня 2011 року:
|          | Загалом | Допрацездатний вік | Працездатний вік | Постпрацездатний вік |
| -------- | ------- | ------------------ | ---------------- | -------------------- |
| Чоловіки | 677     | 176                | 452              | 49                   |
| Жінки    | 642     | 149                | 377              | 116                  |
| Разом    | 1319    | 325                | 829              | 165                  |